# Enallagma ebrium
Enallagma ebrium е вид водно конче от семейство Coenagrionidae. Видът не е застрашен от изчезване.

## Разпространение
Разпространен е в Канада (Албърта, Британска Колумбия, Квебек, Манитоба, Нова Скотия, Ню Брънзуик, Нюфаундленд, Онтарио, Остров Принц Едуард и Саскачеван) и САЩ (Айдахо, Айова, Вашингтон, Вирджиния, Върмонт, Илинойс, Индиана, Кентъки, Колорадо, Кънектикът, Масачузетс, Мейн, Мериленд, Минесота, Мичиган, Монтана, Небраска, Ню Джърси, Ню Йорк, Ню Хампшър, Охайо, Пенсилвания, Род Айлънд, Северна Дакота, Тенеси, Уайоминг, Уисконсин, Южна Дакота и Юта).

## Описание
Популацията на вида е стабилна.